# Apamea siegeli
Apamea siegeli är en fjärilsart som beskrevs av Emilio Berio 1985. Apamea siegeli ingår i släktet Apamea och familjen nattflyn. Inga underarter finns listade i Catalogue of Life.